# Asynarchus montanus
Asynarchus montanus är en nattsländeart som först beskrevs av Banks 1907.  Asynarchus montanus ingår i släktet Asynarchus och familjen husmasknattsländor. Inga underarter finns listade i Catalogue of Life.